# 匈牙利的瑪麗亞 (1505-1558)
匈牙利的瑪麗亞（德語：Maria von Ungarn，1505年9月15日—1558年10月18日），匈牙利與波希米亞王后，卡斯提爾國王費利佩一世的女兒、查理五世的妹妹。
1515年，瑪麗亞和匈牙利國王烏拉斯洛二世的獨子、日後的拉約什二世結婚，兩人沒有子女。1526年拉約什在第一次摩哈赤战役中去世後，瑪麗亞的哥哥斐迪南成為匈牙利與波希米亞國王，兩國從此落入哈布斯堡王朝的控制直到一戰結束。
1530年，在姑姑玛格丽特去世后，玛丽亚的长兄查理五世任命其成为尼德兰总督及他们的外甥女多萝西亚和克里斯蒂娜的监护人。作为尼德兰总督，玛丽亚面临着暴乱和与皇帝的艰难关系。在她的整个任期内，她一直试图确保皇帝和法国国王之间的和平。尽管她从未享受过执政的乐趣，且多次请求辞职，但她成功地在尼德兰各省之间建立了统一，并在一定程度上为各省争取了独立，脱离了法国和神圣罗马帝国。在最后辞职后，身体极虚弱的玛丽亚搬到了卡斯蒂利亚，她在那里去世。
由于继承了哈布斯堡式的嘴唇和不太女性化的外表，玛丽被认为在外表上没有吸引力。她的肖像、信件和同时代人对她的评论都没有赋予她祖母勃艮第的玛丽和姑姑玛格丽特所拥有的轻松的勃艮第魅力。然而，事实证明，她是一位坚定而娴熟的政治家，同时也是文学、音乐和狩猎的热情赞助者。